# Literair genre
Een literair genre is een categorisatie voor literaire composities. Deze categorisatie kan worden uitgevoerd naar literaire techniek, inhoud van het verhaal of lengte van het verhaal. Genre dient niet te worden verward met de leeftijdsclassificatie voor een verhaal. Genres zijn vaak flexibel, waardoor een verhaal in meerdere genres kan vallen.

## Inleiding

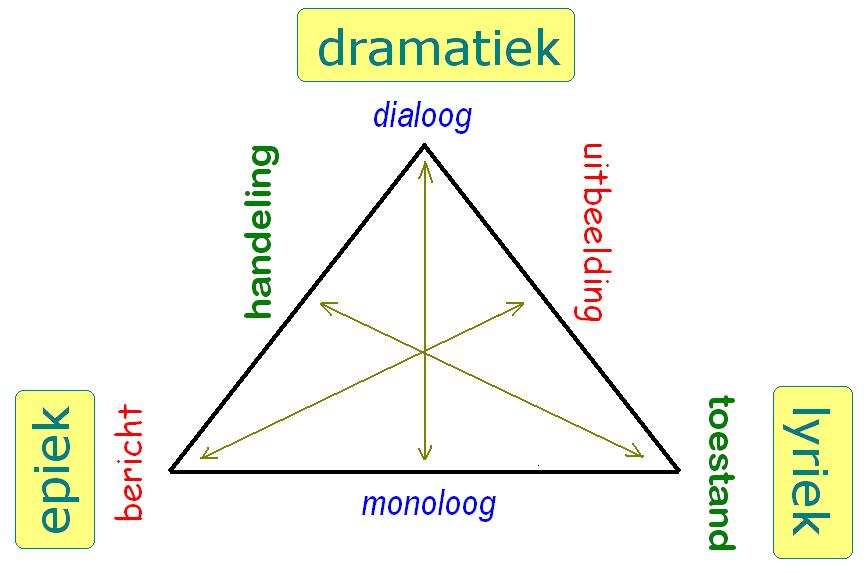
Driehoek van Petersen

Aristoteles stelde dat er maar twee genres bestonden: het verhalende en het dramatische. Intussen bestaan heel wat opvattingen op grond van verschillende criteria.
De driehoek van Petersen is een begrip uit de literatuurwetenschap. Het verwijst naar een eenvoudige methode waarmee epiek, lyriek en dramatiek met elkaar kunnen worden vergeleken.
Indelingscriteria voor literaire genres zijn onder meer:
- Taalsituatie (monoloog, dialoog)
- Abstracte inhoud (de geschiedenissen, dus al dan niet narratief)
- Thematiek (bildungsroman, reisverhaal, filosofische romans, ...)
- Stijl (proza, poëzie, realistisch, symbolisch, ...)
- Leeshouding (heeft te maken met de receptie, wat de lezer van de tekst verwacht).

## Verhalend proza

### Indeling op basis van lengte
Over de exacte lengte van proza als kortverhaal, novelle en roman bestaat er geen consensus. In de praktijk worden deze termen vaak door elkaar gebruikt.
- Eendelig
  - Kort verhaal: tot maximaal 20.000 woorden
  - Novelle: pakweg 20.000 tot 40.000 woorden
  - Roman: boven de 40.000 woorden
- Meerdelig
  - Verhalencyclus
  - Romancyclus

### Indeling op basis van inhoud
Avonturenroman, zeeroman, western, detectiveverhaal, thriller, komisch verhaal, fantastische vertelling, griezelverhaal, sciencefiction, briefroman, liefdesverhaal, erotische vertelling, autobiografische roman, schelmroman, bildungsroman, familieroman, zedenschets, streekroman, chicklit, tendensroman, historische roman, psychologische roman, bewustzijnsroman, ideeënroman, waargebeurd verhaal.

## Poëzie
Poëzie kan men verder onderverdelen in:
- Epiek: lang verhaal in versvorm
  - Epos
  - Roman in verzen, chanson de geste
- Lyriek: korte gedichten, zoals sonnet

## Drama
Bij drama kan men denken aan:
- Tragedie
- Komedie
- Klucht
- Tragikomedie
- Mysteriespel
- Passiespel
- Mirakelspel
- Moraliteit

## Menggenres
- Met muziek: libretto, liedtekst
- Met beeld: stripverhaal
- luisterspel of hoorspel
- script of scenario voor film of televisie

## Niet-verhalend proza (non-fictie)
Bij niet-verhalend proza of non-fictie kan men de volgende tekstsoorten onderscheiden:
- Informatieve teksten: artikel, verslag, biografie, woordenboek, encyclopedie, handboek...
- Betogende teksten: essay, verhandeling, traktaat, opiniestuk, column, recensie...
- Persoonlijke teksten: brief, memoires, autobiografie, dagboek, logboek, blog...
- Dialogerende teksten: gesprek, interview, enquête, discussieforum...

## Sacrale teksten
- Door een hogere macht geïnspireerde teksten: Bijbel, Koran, Thora, Upanishads
- Religieus geïnspireerde teksten: gebed, litanie, preek, visioen, bezwering, toverspreuk